# Anton Huotari
Anton Huotari, (né le 21 janvier 1881 à Nurmes et mort le 7 novembre 1931 à Helsinki) est un député et rédacteur en chef finlandais

## Biographie
Anton Huotari est d'abord terrassier, boulanger, ouvrier dans une fabrique de tabac et comptable pour un prêteur sur gages.
En 1900, il débute dans le journalisme comme assistant à Työmies.
Puis il est journaliste à Viipurin Sanomat (fi) en 1902 et à Viipuri (fi) en 1903-1906.
Il est éditeur du journal Viipurin Työ en 1904-1905, puis secrétaire de Kansan Lehti à Tampere en 1906-1911, journaliste à Maanvuokraaja en 1911-1912 et rédacteur en chef de Kansan Lehti de 1911 à 1918.
Pendant la guerre civile finlandaise durant l'hiver 1918, Kari Huotari préside la direction rouge de la Banque de Finlande.
Kari Huotari, qui appartenait à l'aile modérée du Parti social-démocrate, fuit en Union soviétique après la guerre civile finlandaise.
Mais il revient en Finlande avec Anni Huotari, et il est condamné à mort pour son engagement avec les rouges.
Cette peine sera commuée et il sera détenu au camp de prisonniers de Tammisaari de 1918 à 1922.
Après sa libération, il sera journaliste de Kansan Lehti en 1922-1923 et rédacteur en chef de Suomen Sosialidemokraatti de 1923 à 1931.

## Carrière politique
Anton Huotari est conseiller municipal d'Helsinki.
Anton Huotari est député SDP de la circonscription du Nord du Häme du 1er août 1908 au 28 février 1910 et du 1er février 1911 au 16 mai 1918.